# Luigi Canonica
Luigi Canonica (Tesserete, 9 de març de 1764 - Milà, 7 de febrer de 1844) va ser un arquitecte i urbanista suís actiu principalment a Milà i a Llombardia.
Arquitecte nacional de la República Cisalpina, fue arquitecte reial durant el Regne d'Itàlia i autor, entre altres coses, el Foro Bonaparte i de l'Arena de Milà. Va ser un dels principals exponents del moviment neoclàssic italià, junt amb los romans Giuseppe Valadier i Luigi Canina i els lombards Giuseppe Piermarini, Luigi Cagnola, Simone Cantoni i Giacomo Moraglia.

## Galeria

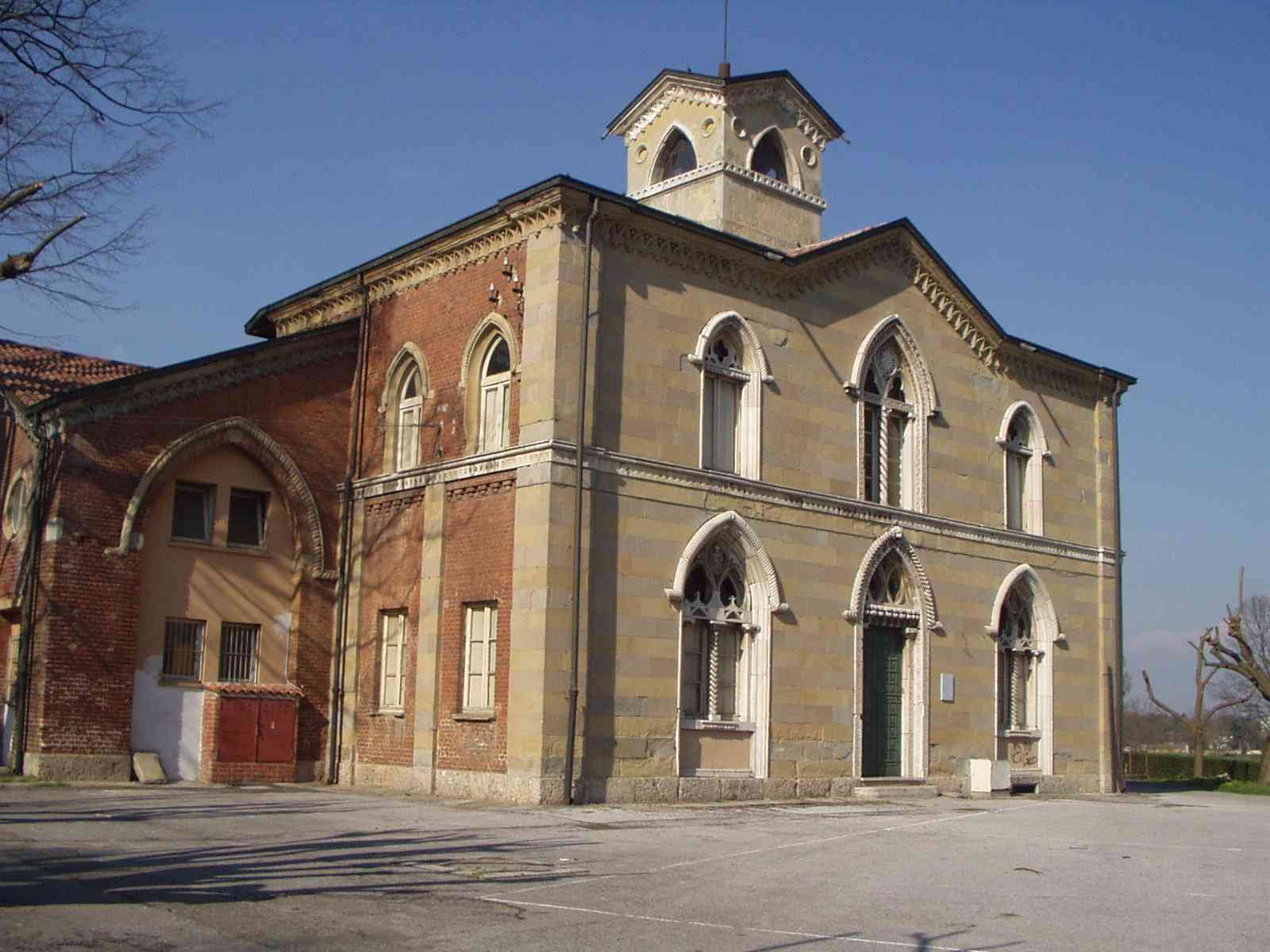
Monza Parc Reial, Vila San Fedele
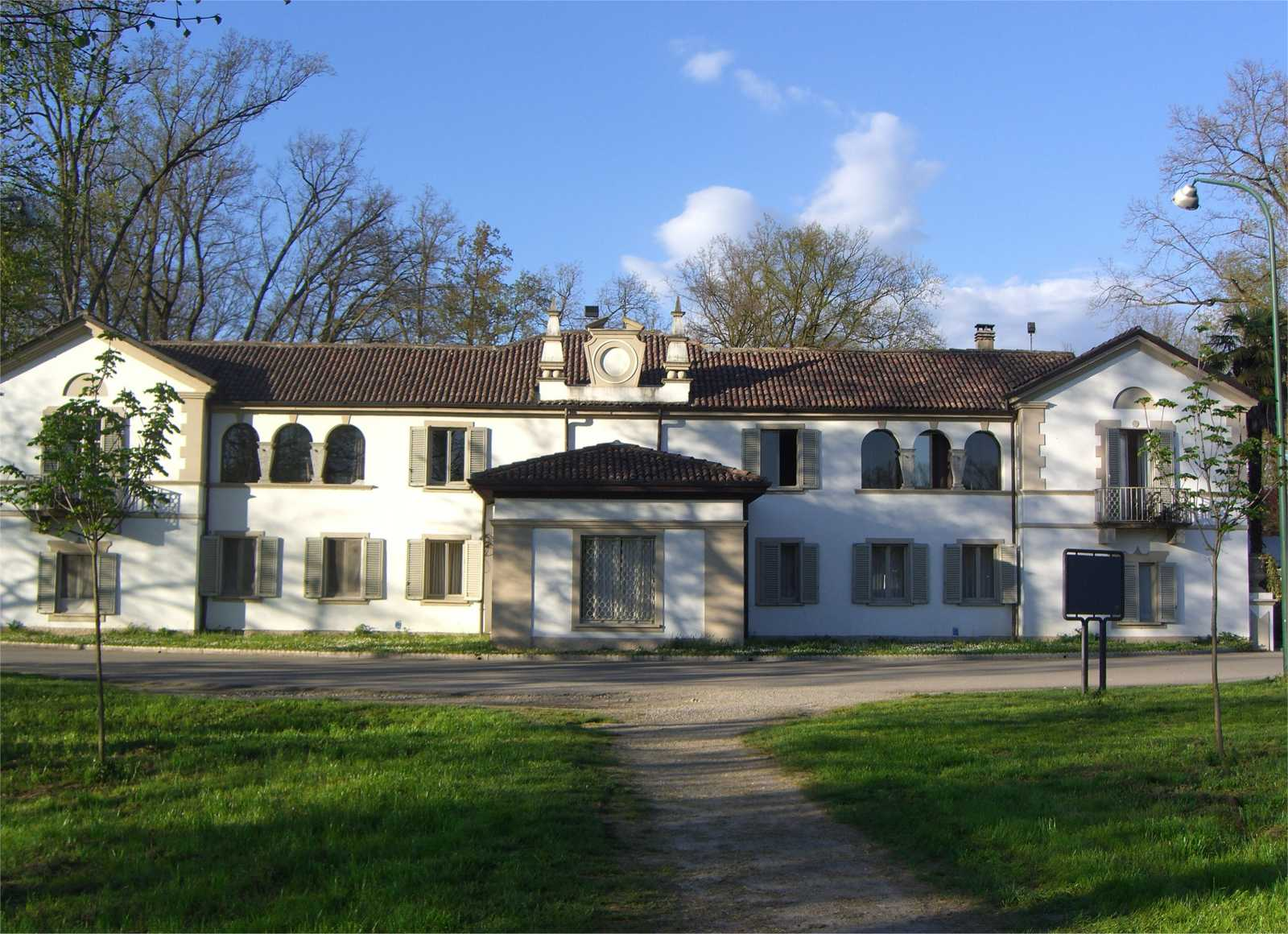
Monza Parc Reial,antiga vila reial, avui restaurant
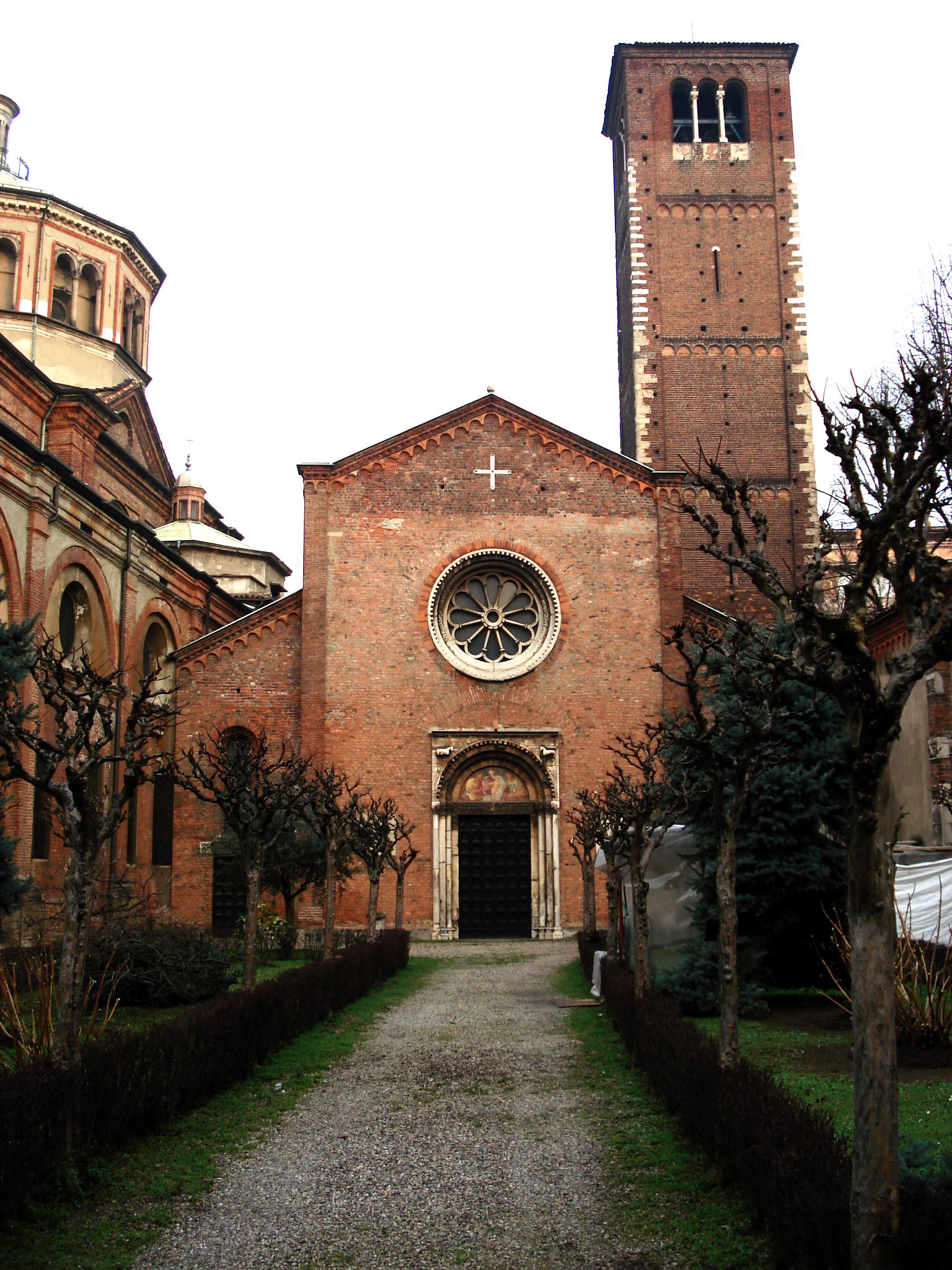
Façana neo-romànica de San Celso
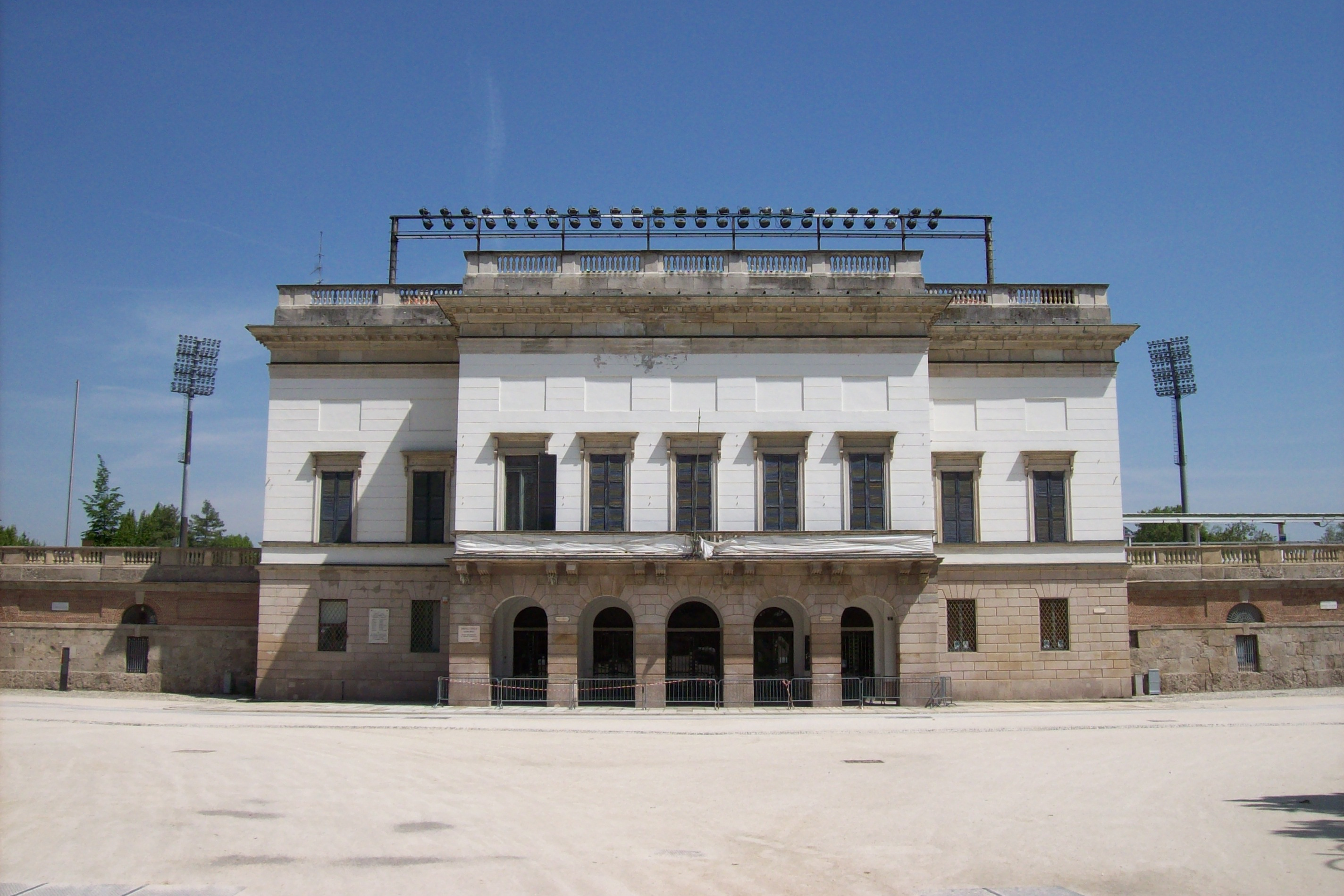
Entrada a l'Arena Cívica de Milà